# Guillaume de Mandagout
Guillaume de Mandagout, dont le nom est parfois écrit Guillaume de Mandagot ou Mandagost en français, et Guillelmus Mandagoti ou Guillelmus de Mandagoto en latin, est un canoniste de l'ordre des augustins, un juriste et un cardinal français, né à Montpeyroux, alors au diocèse de Lodève, et décédé le  3 novembre 1321, à Avignon.

## Biographie

### Origine, famille et études
Sa date de naissance, comme celle de nombreuses personnalités du XIVe siècle est inconnue et son lieu de naissance résulte d'une conjoncture.
Guillaume de Mandagout est le neveu de l'évêque d'Uzès Guillaume des Gardies qui est un frère de sa mère.
Le cardinal Guillaume de Mandagout est l'oncle de l'évêque de Lodève Guillaume III de Mandagout , de l'évêque de Marseille Robert de Mandagout et de son frère Hugue de Mandagout qui est chanoine d'Aix-en-provence et prévôt du chapitre d'Embrun de 1328 à 1359, de l'évêque de Marseille Hugues d'Harpagon, du cardinal Bertrand de Deaux.
De 1270 à 1275, il étudie le droit à l'Université de Bologne qui lui décerne, en 1275, le titre de docteur. Il est déjà chanoine de l'évêché de Nîmes où il obtient plusieurs dignités et dont il est, plus tard, archidiacre.

### Chapelain du pape et notaire apostolique
En 1291, Guillaume de Mandagout est nommé notaire apostolique et conserve cette charge jusqu'à son élévation à l'archevêché d'Embrun.
Le 5 juillet 1294, il fait partie, avec Bérard de Got, alors archevêque de Lyon, Francesco Monaldeschi (it), alors évêque d'Orviéto, Pandolfo, évêque de Patti et Francesco Napoleone Orsini, des légats chargés de remettre à Pietro de Morrone, la lettre par laquelle le Sacré Collège lui annonce qu'il l'a élu pape.
Les envoyés quittent Pérouse le 11 juillet 1294. Le même jour, Charles II d'Anjou quitte Melfi, accompagné de son fils Charles Martel. Le roi et les légats, qui ont probablement convenu ce rendez-vous, se retrouvent à l'abbaye du Saint-Esprit dont le prieur Onofrio da Comina a le plus grand mal à assurer l'accueil des visiteurs.
Robert de Salle (it) est chargé d'annoncer à l'élu, qui vit reclus à l'ermitage Sant'Onofrio al Morrone la nouvelle. Charles d'Anjou, fatigué par le voyage s'arrête à Santo Spirito, mais il envoie Charles Martel à Sant'Onofrio pour tenter de convaincre l'ermite d'accepter la tiare. Le cardinal Pietro Colonna qui a quitté Pérouse sans prévenir les autres cardinaux et qui tente d'éviter que le nouveau pape apprenne qu'il a été l'un des cardinaux les plus opposés à son élection conduit sa propre délégation.
Lors de la réception des délégations, Pietro de Morrone aurait résisté au discours de Bérard de Got, mais se serait finalement rendu aux arguments de Pietro Colonna. Il finit par accepter la charge. Il propose à Robert de Salle de l'accompagner, mais celui-ci refuse et préfère rester à l'ermitage. Pietro de Morrone rencontre Charles II qu'il accepte, le 25 juillet 1294 de suivre le roi à L'Aquila pendant que les légats rentrent à Pérouse, rendre compte aux cardinaux du succès de leur mission.

### Archevêque d'Embrun
À la mort de Raymond de Mévouillon, le chapitre de la cathédrale d'Embrun choisit, Lantelme de Saint-Marcel d'Avançon, alors évêque de Grasse, pour être son successeur. Mais le pape Boniface VIII refuse d'accéder aux vœux du chapitre et pressent, le 28 mars 1295, Guillaume de Mandagout pour occuper ce siège métropolitain.
Il est sacré évêque le 10 avril 1295 par Boniface VIII en la basilique Saint-Jean-de-Latran, et revêtu du pallium, selon l'usage de l'époque, le mercredi suivant. C'est-à-dire le 13 avril 1295. La bulle qui l'institue est enregistrée le 20 avril 1295. Il nomme deux grands vicaires Bertrand Plantier et Raymond Séguin qu'il dépêche pour prendre position du siège en son nom le 1er mai 1295, et fait lui-même son entrée à Embrun, le 19 juin 1295.
Le 25 juin 1295, il tient la première assemblée du chapitre d'Embrun sous son épiscopat. Le chapitre est alors composé des ecclésiastiques suivants : le prévôt Guillaume Pellizon, l'archidiacre Jean Freyssinet, et les chanoines Otton de Vintimille, Boniface de Vernet, Durand Freyssinet, Guillaume Abrivat le jeune, Embrun Martin, Pierre Chalvet et Guillaume Abrivat, prieur de La Saulce. Il est surtout question, au cours de ce chapitre, des biens meubles du défunt archevêque Raymond de Mévouillon dont les dominicains de Sisteron se sont emparés parce qu'il est mort dans leurs murs et qui doivent revenir de droit à l'église d'Embrun.
Le 1er aout 1295, il quitte Embrun pour rejoindre le roi de Naples Charles II d'Anjou, le cardinal Guillaume Ferrières et l'archevêque d'Arles Rostaing de la Capre qui se rendent en Catalogne négocier avec Jacques II d'Aragon et son frère le futur Frédéric II de Sicile, la remise de la Sicile à Charles II d'Anjou. Malgré le décès, le 7 septembre 1295 à Perpignan du cardinal, la mission diplomatique parait un succèsmais ses résultats ne sont pas appliqués car le parlement sicilien proclame le 11 décembre 1295, Frédéric d'Aragon, roi de Sicile. À son retour d'Aragon, Guillaume de Mandagout séjourne à Nimes et à Uzès, auprès de son oncle l'évêque, puis rejoint Embrun,,.
Le 22 novembre 1307, par la bulle Pastoralis præminentiæ, le pape Clément V ordonne à tous les souverains chrétiens d’arrêter les templiers qui se trouvent dans leurs États. L'opération policière est exécutée en Provence le 24 janvier 1308 et les jours qui suivent : les officiers du comte arrêtent les Templiers, dressent des inventaires et placent leurs biens sous séquestre jusqu’à ce que le siège apostolique ou le comte en décide autrement, et prennent des dispositions afin que leurs revenus récurrents et que le produit de leurs activités notamment agricoles ne soient pas affectés et continuent d'être collectés.
Le 5 septembre 1309, le pape Clément V nomme Guillaume de Mandagout et Arnaud de Faugères, archevêque d'Arles, curateurs de biens de l'Ordre du Temple pour les comtés de Provence et de Forcalquier.
Le 22 septembre 1309, le roi Robert ordonne au sénéchal Raynald de Lecto de remettre aux curateurs les biens et les revenus que les officiers du comte ont confisqués aux templiers. Le sénéchal délègue l'action à Michel Elion, notaire de la cour de justice d'Aix-en-Provence en le munissant d'instructions contradictoires qui émettent des réserves à propos des biens qui doivent être restitués. Celui-ci entreprend avec Bertrand Milon, un chanoine de Carpentras que les curateurs ont désigné pour recevoir les biens en leur nom, une tournée qui commence le 30 septembre 1309, qui dure tout l'automne et une partie de l'hiver et à l'issue de laquelle il est difficile de savoir, localement, quels biens ont été réellement remis au chanoine. La remise des biens de l'Ordre du Temple à l'ordre de Saint Jean de Jérusalem, dure, en Provence jusqu'en 1320 au moins.

### Archevêque d'Aix-en-Provence
Guillaume de Mandagout est nommé archevêque d'Aix-en-Provence le 26 mai 1311 et la bulle qui lui confère le Pallium au titre de ce nouveau siège est enregistrée le 20 juin 1311, mais il ne quitte Embrun que le 10 juillet 1311. Il s'adjoint les mêmes grands vicaires que son prédécesseur, Guillaume d’Étienne et Augéry du Pont-de-Sorgue. Son pontificat à Aix-en-Provence ne dure pas car il est nommé cardinal le 23 décembre 1312.

### Autres faits de carrière
Il est archidiacre à Nîmes et à Uzès, prévôt du chapitre de Toulouse.
De 1303 à 1310, il est recteur du Comtat Venaissin.
Selon un historien de l'église d'Avignon, il aurait de plus en 1306 été fait évêque d'Avignon.
Le cardinal de Mandagout est un juriste célèbre. Il est l'auteur de Libellus de episcoporum electionibus. Il participe au conclave de 1314-1316, lors duquel Jean XXII est élu.

### Décès et sépulture
Après 1315, sa santé s'altère et il s'attache les services d'un certain Jean Gasc qui fait office simultanément de chapelain et de médecin, pour lequel il obtient le 30 mars 1317, le poste de recteur de l'église Notre-Dame de la Gayolle au diocèse d'Aix-en-Provence.
Jean Gasc deviendra chapelain et médecin du cardinal Pierre des Prés qui succède à Guillaume de Mandagout en tant que cardinal-évêque de Palestrina. Il est élu, par le chapitre de la cathédrale Marseille pour succéder à l'évêque Jean Artaud. Le pape Benoît XII qui s'était réservé la nomination de l'évêque de Marseille, casse l'élection pour le principe, et le nomme à ce siège le 13 octobre 1335 .
Le 4 novembre 1321, il obtient du pape Jean XXII une dernière bulle qui lui permet de faire un testament. Il meurt le 11 novembre 1321 à Avignon, et il est enterré dans l'église de l'abbaye Sainte-Catherine d'Avignon.

## Dans la littérature
Guillaume de Mandagout est cité dans le roman historique La Loi des mâles, publié en 1957, par Maurice Druon. Cet ouvrage constitue le quatrième titre de la série Les Rois maudits décrit notamment l'élection du pape Jean XXII.
Guillaume de Mandagout apparaît dans plusieurs scènes du roman Le Huis clos des éminences publié en 2010 par Robert Azais.